# Естествено състояние
„Естественото състояние“ е термин в политическата философия, използвано в социални договорни теории, за да опише хипотетичното състояние, което предхожда правителствата. Съществувал е период преди създаването на правителството, и така възниква въпросът как легитимно правителство може да се роди от такава начална позиция и какви са хипотетичните причини за въвеждането на „политическо състояние“ чрез създаване на правителство.
В някои версии на социалната договорна теория се твърди, че няма никакви права в „естественото състояние“, а само свободи, а договорът създава права и задължения. В други версии се появява противоположното твърдение: договорът налага ограничения, на индивиди, които намаляват техните естествени права.

## Теологията на Тома Аквински
Терминът „естественото състояние“ се появява в текстовете на Тома Аквински (роден 1225). Настрана от влиянието му върху по-късната политическа философия, употребата на термина на Тома Аквински е също така от ключово значение на развитието на католическия „естествен закон“ на теологичната традиция; неговият библейски теологичен произход датира от първоначалното твърдение на Апостол Павел в неговото писмо до римляните (Romans 2: 12 – 16).
Според Павел, в глава 2 на „Римляни“, „естественият закон“ е в контраст със скрижалите дадени на Мойсей в планината Синай, според които еврейският народ притежава заповедите дадени на Моисей, докато на друговерците (неевреи) им липсва закона на Моисей, но притежават модел за ценностите на познанието (някои от основните заповеди) и им се подчиняват (от части) „по природа.“
От тази теологична интерпретация (въпреки споровете дали Павел всъщност предвижда целия последвал механизъм на традицията за „естественият закон“) е било все още малка стъпка за да се говори за възприемане на това естествено състояние на друговерските народи (т.е., тяхното естествено нелогично състояние) като „състояние на природата.“
Според Тома Аквински, следвайки Аристотел, „естественото състояние“ не е логически (или временно) предхождащо политически образуваната общност, т.е. за Аристотел и Аквински „политическото състояние“ е естествено за хората (виж Енциклопедия на политическата теория, от Марк Бевин, „Томизъм“, „Естественият закон“). В по-късната политическа Философия (т.е. Хобс и Лок) приемането на „естественото състояние“ като приоритет (хипотетично, ако не временно)" ще се превърне в стандартен ход.
Тома Аквински използва също така термините „примитивната държава“ и „state of innocence“.

## Философията на Томас Хобс
Концепцията за „естественото състояние“ е постулирана от английския философ на 17 век Томас Хобс в „Левиатан“. Хобс дава описание на „естественото състояние“ в глави XIII, XIV, XV и XVII от първа част на своя основен философско-политически трактат „Левиатан“ (1651). Съвсем схематично това описание изглежда по следния начин. На всеки човек са присъщи воля за живот и инстинкт за самосъхранение. Заедно с това хората се раждат с приблизително равни физически и умствени способности. Поради това за всеки отделен човек е невъзможно да признае доброволно, че други могат да имат основателни претенции за придобиване на блага, които той самият или други също искат да придобият. Ето защо, когато двама или повече души искат да притежават едно и също благо, те попадат в отношение на непримиримо съперничество помежду си, което ги кара взаимно да гледат един на друг като на врагове.
Веднъж дефинирали отношенията помежду си като враждебни, водени от недоверие един към друг, хората започват да действат спрямо другите изпреварващо – те започват да им вредят, за да не понесат вреди от тях. И понеже съперничеството, недоверието и желанието за слава са единствените устойчиви мотиви на човешкото поведение, по логиката на превантивното действие възниква онова „състояние, което се нарича война, и то война на всички против всички“.
Това състояние е описано от Томас Хобс в черни краски: „При такива условия няма място за труд, защото плодовете му са несигурни, и затова няма и земеделие, корабоплаване, консумация на стоки, внасяни отвън, по море, удобни жилища, превозни средства и средства за пренасяне на неща, за които е нужна голяма сила, изучаване на земната повърхност, измерване на времето, занаяти, книжнина, общество, а, което е най-лошото от всичко, има постоянен страх и опасност от насилствена смърт и животът на човека е самотен, беден, неприятен, животински и кратък.“
В условията на война на всички против всички няма нито морал, нито право. Затова при тях не могат да бъдат разграничени доброто от злото и справедливото от несправедливото. Тъй като няма обвързващи със задължения към другите нормативни системи, в естественото състояние действат непосредствено естествените закони. Два от тях са от решаващо значение. Първият гласи, че всеки човек би следвало да иска мир и да пази мира с другите, защото това е единственият начин да се защити трайно. Според втория закон човек би трябвало в случай, че другите са съгласни също да направят това, да се откаже от част от свободата си в замяна на аналогични откази от страна на другите, ако това е необходимо да се поддържа мира. Освен тези два Томас Хобс изброява още дванадесет естествени закона, но споменатите два закона са напълно достатъчни като причини за учредяване на политически ред.
Именно тяхното действие кара хората, договаряйки се помежду си, доброволно да прехвърлят върху една централна инстанция на властта естествената си свобода да преследват своите цели и да се борят за самосъхранение на всяка цена в замяна на поемането от нея задължение да го брани от онези, които го нападат, за да отнемат живота му. Тази инстанция на властта е държавата и тя се учредява с договора между хората. Хобс оприличава държавата на библейското чудовище Левиатан, защото по идея нейната мощ трябва да е по-голяма от мощта на всеки индивид и на всяко сдружение на хора. Ето дефинитивният отговор на Хобс на въпроса, защо се създава държава е: „чрез създаването на държавата хората целят да се избавят от онова окаяно състояние на война, което е неизбежна последица от страстите на хората, когато няма видима власт, която да ги респектира и да ги заплашва, че ще ги накаже, ако не изпълняват спогодбите и не спазват естествените закони“.

## Гледната точка на Джон Лок за „естественото състояние“
Според Джон Лок в естественото състояние всички хора са свободни „да определят собствените си действия, и да се разпореждат със собтвеността си и другите хора, както смятат за добре, в границите на природните закони.“ „Естественото състояние“ e управлявано от природния закон и този закон е Разумът. Лок вярва, че разумът ни учи че „не трябва да вредим на друго човешко същество, неговия живот, свобода, и собственост“ и че нарушенията ще бъдат наказвани. Това становище за „естественото състояние“ е частично изведено от християнските убеждения (за разлика от Хобс, чиято Философия не е зависима от никаква предшестваща теология).
Произведението „Два Трактата“ е разделено на „Първи трактат“ и „Втори трактат“.
Въпреки че може да бъде естествено да примем, че Лок отговаряше на Хобс, Лок всъщност никога не засяга Хобс по именно, и вместо това да отговоря на другите писатели за времето си, като Робърт Филмър. „Първия трактат“ е насочен към отхвърляне възгледите на Робърт Филмер, изложени в „Патриаршия“, в която се твърди, че гражданското общество е основано на теократичния модел. Изхождайки от аргументите на Филмър, Лок оспорва неговите доказателства, основаващи се на Библията, и ги намира за безсмислени, стигайки до заключението, че нито едно правителство не може да бъде основано според божественото право на кралете.
„Втория трактат“ очертава теория на гражданското общество. Джон Лок започва с описание на „естественото състояние“, което е далеч по-стабилно от състоянието на „Война всеки срещу всеки“ на Томас Хобс и казва, че хората са създадени равни по начало. Лок заявява, че голяма част от хората не могат продължително време да останат в естествено състояние без да се обединят в политическа общност. Следователно всяко правителство, което управлява без съгласието на хората може да бъде свалено.

## Сравнение на теориите на Джон Лок и Томас Хобс относно „естественото състояние“.
Теориите на Томас Хобс и Джон Лок имат много близка структура. Тяхна основа са наличието на естествено състояние, обществен договор, избирането на суверен и създаването на гражданско състояние. Основната разлика между двете теории се намира в различното разглеждане на тези компоненти. Тази на Хобс е авторитарна, насочена към едноличното управление, докато Лок развива своите идеи към една по-либерална политика и поради това той неслучайно е смятан за един от основателите на либерализма.
Според Томас Хобс природата е създала всички хора по земята с равни физически и умствени способности. Това, заедно със свободата на човек да прави всичко, което сметне за добро в постигането на целите си, е основата, на която се гради естествената среда при Хобс. Естественото право е свободата, липсата на външни пречки. Позовавайки се на него, човекът намиращ се в естествено състояние, може да пожелае всичко, което е основният проблем, подбуждащ неспирни конфликти между хората. В това състояние на равенство няма несправедливост, поради липсата на обща власт, която да определи закони. Естественото състояние е наречено от Хобс „състояние на война на всеки срещу всеки“. В тази среда на недоверие между хората логично няма възможност за развитие. Отглеждането на каквото и да е било става безсмислено, защото рано или късно ще дойде някой или някои, които насила ще му отнемат всичко. Както и нападателят ще бъде настигнат от същата участ. В естествено състояние хората постоянно придобиват и губят имоти. В тази среда, според Хобс, не може да съществува собственост. Освен липсата на собственост, Хобс отбелязва и липсата на нравственост сред хората в естествено състояние. В своя обществен живот хората изпитват само страдание поради постоянната си нужда да бъдат възприемани от околните така, както те самите се възприемат. Вследствие от това Хобс намира в природата на човека „три главни причини за свада. Първо, съперничество; второ, недоверие; трето, желание за слава“. Тези три причини са основата на насилието и страхът на хората за живота им или желанието за мир ги подтикват към бягство от естественото състояние. С помощта на разума си човекът открива подходящите условия за мир – естествените закони.
В теорията на Джон Лок естественото състояние е „състояние на пълна свобода“. Тази свобода е ограничена от естествения закон, чиято основна идея е самосъхранението и съхранението на човечеството. В естественото състояние има равенство между хората и никой не притежава повече власт от другите. Състоянието на пълна свобода обаче не е състояние на всепозволеност. Хората нямат правото да унищожават себе си или някой друг, освен при определени обстоятелства – когато някой престъпи естествения закон. Оттук следва и основното право на хората в естествено състояние. Всеки отделен човек е съдия и изпълнител на присъдите. Едно наказание е справедливо, когато то отговаря на извършеното нарушение. Хората често са пристрастни и умишлено утежняват или смекчават наказанието. Именно този човешки недостатък е реална предпоставка за възникването на състояние на война. При Лок, за разлика от Хобс, състоянието на война не е свързано само с естественото състояние. Състоянието на война е употреба на сила без правото на това. За Лок то е реална опасност както за естественото състояние, така и за гражданското. Средствата, с които разполагат хората в естествено състояние, трудно биха могли да прекратят една война. Това е причина за възникване на гражданско състояние. Въпросът за собствеността в естествено състояние е друга разлика в идеите на Лок и Хобс. За Хобс наличието на собственост е немислимо, докато Лок е на абсолютно противоположното мнение. Хората живеят от благата на земята, които са общи за всички. Основният фактор за собствеността е трудът. Човек притежава толкова, колкото може да обработва. За придобиването на собственост по такъв начин не се изисква съгласието на другите. Размерът на собствеността естествено бива ограничен. Човек има право на толкова собственост, колкото да не се получава натрупване. За Лок собствеността не е само материално благо, тя е също и живот и свобода. Замяната на нетрайните с трайните блага довежда до натрупване при някои хора, което е натрупване на имущество без нарушаване на естествения закон. Последица на това е появяването на богати и бедни. Невъзможността да бъдат защитени богатствата посредством естествения закон и неспособността на хората в естествено състояние да спрат състоянието на война са причините за възникването на гражданско състояние.

## Шарл дьо Монтескьо
Шарл дьо Монтескьо използва концепцията за „естественото състояние“ в „Духът на законите“, които за първи път са отпечатани 1748 г. Една от уникалните черти на представянето на Монтескьо се отнася до неговия първоначален метод при изграждането на тезата, че „естественото състояние“ и законите му, са основа за положителния закон и гражданското общество. Според него човек трябва да е свободен, защото така се е родил, това е неговото „естествено състояние“. Свободата за него е правото да не действаш срещу закона. Законът е над всичко, но не е вечен, а се променян с времето. Монтескьо оспорва от първоначалото на възможността над действителността отнасяйки се до божественото творение. Това представя по-сложна употреба на Аристотеловата традицията и е в контраст с други политически философи, които клонят към утвърждаване на „естественото състояние“ и които обясняват приоритета му като го свързват с библейските теми на Еденик (т.е. Лок).
Политическата философия на Монтескьо има огрoмно влияние върху мисленето на Бащите основатели на САЩ, които го цитират, повече от всеки друг политически философ.

## Жан-Жак Русо
Описанието на Жан-Жак Русо на „естественото състояние“ се намира в трактата за неравенството, както и в книга първа на „За обществения договор“. Най-напред, полемизирайки с Хобс, Русо твърди, че „естественото състояние“ не е и не може да бъде състояние на война между хората по силата на три различни причини. Първата е, че в „естествено състояние“ хората имат всичко необходимо за своето съществуване. Втората е, че в „естествено състояние“ хората не познават разликата между доброто и злото и затова няма как да бъдат лоши, а в същото време техните естествени инстинкти ги карат да не причиняват на другите страдания, всеки човек носи в себе си „вродено отвращение пред гледката на страдащия себеподобен“. При това трябва да се добави, че състраданието е по-силно от естественото себелюбие. Третата причина е, че в „естествено състояние“ хората влизат помежду си единствено в лични отношения, а частна война не съществува: „По силата на простия факт, че хората живеещи в своята първобитна независимост, не са обвързани с достатъчно постоянни отношения, за да възниква между тях състояние на война или на мир, те съвсем не са врагове по природа.“
Щом в „естествено състояние“ хората имат всичко необходимо, за да живеят и не са заплашени от другите хора, тогава каква би могла да бъде причината за учредяване на политически ред?
- Причината според Русо се състои в исторически много дългия процес на ерозия на „естественото състояние“. Тази ерозия започва с възникването на собствеността, която от своя страна е породена от разделението на труда и усъвършенстването на оръдията на труда. Собствеността поражда неравенства, те завист и съперничества между хората. Те от своя страна са в основата на насилствените конфликти и войните. За да бъдат обуздани завистта и съперничеството, е било необходимо да се създадат нормативните системи на морала и правото и действието на правото да се гарантира от материалната сила на държавата. Сигурността, която трябва да донесе създаването на държавата обаче се заплаща с цената на отказ на индивидите от най-ценното, което всеки от тях има по природа – свободата и личната независимост. Политическият ред по начало е ред на господство и подчинение и в него хората губят своята естествена свобода („Човекът се ражда свободен, а навсякъде е в окови.“) и това няма как да се избегне или промени.